# Han ter Keurs
Han ter Keurs (Rijswijk, 4 september 1938) is een Nederlands beeldend kunstenaar. Hij werkt als beeldhouwer, kunstschilder en tekenaar.

## Biografie
Ter Keurs studeerde van 1958 tot 1963 aan de Koninklijke Academie van Beeldende Kunsten in Den Haag en slaagde daar met een MO-B-diploma.
Begin jaren 1970 woonde en werkte hij in Suriname als leraar tekenen. Hij vervaardigde daar onder meer het monument voor 5 jaar Mr. Dr. J.C. de Miranda Lyceum dat op 27 juli 1971 werd onthuld aan de Passiebloemstraat. Voor het boek KRA van schrijver Edgar Cairo ontwierp hij de omslag en voor het Centrum voor Landbouwkundig Onderzoek in Suriname (CELOS) zat hij met Hans Lie in de jury die ontwerpen beoordeelde voor het embleem voor de publicaties van CELOS.
In 1972 was hij terug in Nederland. In de Galerie Les deux  Chapeaux in Alkmaar was een solo-expositie te zien van zijn olieverfschilderijen. Hij woonde in die tijd in Goes op het Zeeuwse schiereiland Zuid-Beveland. Hier was hij naast kunstschilder leraar aan een middelbare school. Ter Keurs nam in 1973 deel aan de exposities van de Zeeuwse Kunstkring en werd waarnemend voorzitter van die vereniging. Ook hield hij dat jaar een expositie in het nabije Kortgene. Het jaar erop was zijn werk te zien in een expositie in het Museum voor Zuid- en Noord-Beveland.
Hij is de rest van zijn leven in deze regio blijven wonen en werken. In 2013 kreeg hij de gemeentepenning uitgereikt van Noord-Beveland.
Leden: Miems van Citters · Leen van Duivendijk · Adri Geelhoed

Oud-leden: Ad Braat · Han van den Broeke · An Goedbloed · Sárika Góth · Jan Haas · Louis Heymans · Wim Hofman · Peter de Jong · Han ter Keurs · Reimond Kimpe · Liesbeth Messer-Heijbroek · Guido Metsers · Dick Pieters · Wim Riemens · Chris van Schagen · Kees van de Wetering